# Interlands Kroatisch voetbalelftal 1940-1956
Deze pagina toont een chronologisch en gedetailleerd overzicht van de interlands die het Kroatisch voetbalelftal heeft gespeeld in de periode 1940 – 1949.
Het Kroatisch elftal speelde in 1956 ook nog een interland en daarna speelde het land pas weer in 1990 een officiële interland. Die wedstrijd uit 1956 is ook in dit overzicht opgenomen.

## Interlands

### 1940
|                                                  |                                                                     |       |             |                                                                                        |
| 2 april Vriendschappelijk № 1 «onderlinge duels» | Kroatië                                                             | 4 – 0 | Zwitserland | Igralište Građanskog, Zagreb Toeschouwers: 8.000 Scheidsrechter: Giuseppe Scarpi (ITA) |
| 2 april Vriendschappelijk № 1 «onderlinge duels» | Florijan Matekalo 46' Zvonko Cimermančić 70', 82' August Lešnik 84' |       |             | Igralište Građanskog, Zagreb Toeschouwers: 8.000 Scheidsrechter: Giuseppe Scarpi (ITA) |

|                                                                     |             |                   |         |                                                                             |
| 21 april Vriendschappelijk № 2 «onderlinge duels» 15:00 uur (UTC+1) | Zwitserland | 0 – 1             | Kroatië | Wankdorf, Bern Toeschouwers: 15.000 Scheidsrechter: Raffaele Scorzoni (ITA) |
| 21 april Vriendschappelijk № 2 «onderlinge duels» 15:00 uur (UTC+1) |             | 65' Zvonko Jazbec |         | Wankdorf, Bern Toeschouwers: 15.000 Scheidsrechter: Raffaele Scorzoni (ITA) |

|                                                                  |                 |       |         |                                                                                          |
| 2 mei Vriendschappelijk № 3 «onderlinge duels» 17:00 uur (UTC+1) | Hongarije       | 1 – 0 | Kroatië | Üllői úti stadion, Boedapest Toeschouwers: 18.000 Scheidsrechter: Costel Radulescu (ROU) |
| 2 mei Vriendschappelijk № 3 «onderlinge duels» 17:00 uur (UTC+1) | János Dudás 86' |       |         | Üllői úti stadion, Boedapest Toeschouwers: 18.000 Scheidsrechter: Costel Radulescu (ROU) |

|                                                                       |                   |       |                       |                                                                                        |
| 8 december Vriendschappelijk № 4 «onderlinge duels» 13:30 uur (UTC+1) | Kroatië           | 1 – 1 | Hongarije             | Igralište Građanskog, Zagreb Toeschouwers: 7.000 Scheidsrechter: Giuseppe Scarpi (ITA) |
| 8 december Vriendschappelijk № 4 «onderlinge duels» 13:30 uur (UTC+1) | Svetozar Đanić 9' |       | 24' Francisc Spielman | Igralište Građanskog, Zagreb Toeschouwers: 7.000 Scheidsrechter: Giuseppe Scarpi (ITA) |

### 1941
|                                                                    |                                                                          |       |                  |                                                                             |
| 15 juni Vriendschappelijk № 5 «onderlinge duels» 16:30 uur (UTC+2) | Duitsland                                                                | 5 – 1 | Kroatië          | Praterstadion, Wenen Toeschouwers: 39.000 Scheidsrechter: Adolf Miesz (GER) |
| 15 juni Vriendschappelijk № 5 «onderlinge duels» 16:30 uur (UTC+2) | Ernst Lehner 30', 51' (pen.) Fritz Walter 66', 80' Ernest Wilimowski 69' |       | 16' Franjo Wölfl | Praterstadion, Wenen Toeschouwers: 39.000 Scheidsrechter: Adolf Miesz (GER) |

|                                                                        |                       |       |                 |                                                                                   |
| 7 september Vriendschappelijk № 6 «onderlinge duels» 17:30 uur (UTC+2) | Slowakije             | 1 – 1 | Kroatië         | Tehelné pole, Bratislava Toeschouwers: 12.000 Scheidsrechter: Alois Beranek (AUT) |
| 7 september Vriendschappelijk № 6 «onderlinge duels» 17:30 uur (UTC+2) | František Vysocký 89' |       | 88' Slavko Beda | Tehelné pole, Bratislava Toeschouwers: 12.000 Scheidsrechter: Alois Beranek (AUT) |

|                                                                         |                                                                                           |       |                                        | |
| 28 september Vriendschappelijk № 7 «onderlinge duels» 16:00 uur (UTC+2) | Kroatië                                                                                   | 5 – 2 | Slowakije                              | Stadion Concordije na Tratinskoj cesti, Zagreb Toeschouwers: 15.000 Scheidsrechter: Alois Beranek (GER) |
| 28 september Vriendschappelijk № 7 «onderlinge duels» 16:00 uur (UTC+2) | Slavko Pavletić 5' Franjo Wölfl 28' Slavko Pavletić 34' Branko Pleše 46' Franjo Wölfl 55' |       | 66' Július Bešina 87' František Bolček | Stadion Concordije na Tratinskoj cesti, Zagreb Toeschouwers: 15.000 Scheidsrechter: Alois Beranek (GER) |

### 1942
|                                                                       |         |                                              |           | |
| 18 januari Vriendschappelijk № 8 «onderlinge duels» 15:00 uur (UTC+2) | Kroatië | 0 – 2                                        | Duitsland | Stadion Concordije na Tratinskoj cesti, Zagreb Toeschouwers: 12.000 Scheidsrechter: Jozef Mohler (SVK) |
| 18 januari Vriendschappelijk № 8 «onderlinge duels» 15:00 uur (UTC+2) |         | 44' (e.d.) Miroslav Brozović 66' Karl Decker |           | Stadion Concordije na Tratinskoj cesti, Zagreb Toeschouwers: 12.000 Scheidsrechter: Jozef Mohler (SVK) |

|                                                                    |                                                                                         |       |         |                                                                              |
| 5 april Vriendschappelijk № 9 «onderlinge duels» 15:30 uur (UTC+2) | Italië                                                                                  | 4 – 0 | Kroatië | Stadio Marassi, Genua Toeschouwers: 14.000 Scheidsrechter: Helmut Fink (GER) |
| 5 april Vriendschappelijk № 9 «onderlinge duels» 15:30 uur (UTC+2) | Guglielmo Gabetto 55' Pietro Ferraris 58' Amedeo Biavati 64' Giuseppe Grezar 68' (pen.) |       |         | Stadio Marassi, Genua Toeschouwers: 14.000 Scheidsrechter: Helmut Fink (GER) |

|                                                    | |       |           | |
| 11 april Vriendschappelijk № 10 «onderlinge duels» | Kroatië                                                                                              | 6 – 0 | Bulgarije | Stadion Concordije na Tratinskoj cesti, Zagreb Toeschouwers: 12.000 Scheidsrechter: Jozef Mohler (SVK) |
| 11 april Vriendschappelijk № 10 «onderlinge duels» | Ratko Kacijan 20' Franjo Wölfl 26' (48) Zvonko Cimermančić 38' Branko Pleše 71' Milan Antolković 86' |       |           | Stadion Concordije na Tratinskoj cesti, Zagreb Toeschouwers: 12.000 Scheidsrechter: Jozef Mohler (SVK) |

|                                                                    |                  |       |                            |                                                                                     |
| 7 juni Vriendschappelijk № 11 «onderlinge duels» 18:00 uur (UTC+2) | Slowakije        | 1 – 2 | Kroatië                    | Tehelné pole, Bratislava Toeschouwers: 15.000 Scheidsrechter: Robert Beinlich (GER) |
| 7 juni Vriendschappelijk № 11 «onderlinge duels» 18:00 uur (UTC+2) | Štefan Fabián 8' |       | 7', 30' Zvonko Cimermančić | Tehelné pole, Bratislava Toeschouwers: 15.000 Scheidsrechter: Robert Beinlich (GER) |

|                                                                     |                   |       |                  |                                                                                       |
| 14 juni Vriendschappelijk № 12 «onderlinge duels» 18:00 uur (UTC+2) | Kroatië           | 1 – 1 | Hongarije        | Üllői úti stadion, Boedapest Toeschouwers: 25.000 Scheidsrechter: Albert Multer (GER) |
| 14 juni Vriendschappelijk № 12 «onderlinge duels» 18:00 uur (UTC+2) | Ferenc Szusza 60' |       | 78' Branko Pleše | Üllői úti stadion, Boedapest Toeschouwers: 25.000 Scheidsrechter: Albert Multer (GER) |

|                                                       |                                                                                          |       |                    | |
| 6 september Vriendschappelijk № 13 «onderlinge duels» | Kroatië                                                                                  | 6 – 1 | Slowakije          | Stadion Concordije na Tratinskoj cesti, Zagreb Toeschouwers: 9.000 Scheidsrechter: Todor Atanasov (BUL) |
| 6 september Vriendschappelijk № 13 «onderlinge duels» | Franjo Wölfl 32' August Lešnik 65', 76', 90' Milan Antolković 83' Zvonko Cimermančić 88' |       | 81' Ján Podhradský | Stadion Concordije na Tratinskoj cesti, Zagreb Toeschouwers: 9.000 Scheidsrechter: Todor Atanasov (BUL) |

|                                                                        |                                    |       |                                        | |
| 11 oktober Vriendschappelijk № 14 «onderlinge duels» 15:30 uur (UTC+2) | Roemenië                           | 2 – 2 | Kroatië                                | Stadionul Oficiul Național de Educație Fizică, Boekarest Toeschouwers: 12.000 Scheidsrechter: Todor Atanasov (BUL) |
| 11 oktober Vriendschappelijk № 14 «onderlinge duels» 15:30 uur (UTC+2) | Radu Florian 28' Ionică Bogdan 65' |       | 9' Zvonko Cimermančić 18' Franjo Wölfl | Stadionul Oficiul Național de Educație Fizică, Boekarest Toeschouwers: 12.000 Scheidsrechter: Todor Atanasov (BUL) |

|                                                                        |                                                                                |       |                  |                                                                                                   |
| 1 november Vriendschappelijk № 15 «onderlinge duels» 15:00 uur (UTC+2) | Duitsland                                                                      | 5 – 1 | Kroatië          | Adolf-Hitler-Kampfbahn, Stuttgart Toeschouwers: 50.000 Scheidsrechter: Ferenc Palásti (Hongarije) |
| 1 november Vriendschappelijk № 15 «onderlinge duels» 15:00 uur (UTC+2) | Paul Janes 20' Fritz Walter 42' Ernest Wilimowski 58', 69' August Klingler 86' |       | 75' Franjo Wölfl | Adolf-Hitler-Kampfbahn, Stuttgart Toeschouwers: 50.000 Scheidsrechter: Ferenc Palásti (Hongarije) |

### 1943
|                                                                     |             |       |         |                                                                             |
| 4 april Vriendschappelijk № 16 «onderlinge duels» 15:00 uur (UTC+1) | Zwitserland | 1 – 0 | Kroatië | Hardturm, Zürich Toeschouwers: 8.000 Scheidsrechter: Generoso Dattilo (ITA) |
| 4 april Vriendschappelijk № 16 «onderlinge duels» 15:00 uur (UTC+1) | ?           |       |         | Hardturm, Zürich Toeschouwers: 8.000 Scheidsrechter: Generoso Dattilo (ITA) |

|                                                    |                      |       |           | |
| 10 april Vriendschappelijk № 17 «onderlinge duels» | Kroatië              | 1 – 0 | Slowakije | Stadion Concordije na Tratinskoj cesti, Zagreb Toeschouwers: 10.000 Scheidsrechter: Todor Atanasov (BUL) |
| 10 april Vriendschappelijk № 17 «onderlinge duels» | Milan Antolković 65' |       |           | Stadion Concordije na Tratinskoj cesti, Zagreb Toeschouwers: 10.000 Scheidsrechter: Todor Atanasov (BUL) |

|                                                                    |                    |       |                                          |                                                                                 |
| 6 juni Vriendschappelijk № 18 «onderlinge duels» 18:00 uur (UTC+2) | Slowakije          | 1 – 3 | Kroatië                                  | Tehelné pole, Bratislava Toeschouwers: 20.000 Scheidsrechter: Emil Kroner (ROU) |
| 6 juni Vriendschappelijk № 18 «onderlinge duels» 18:00 uur (UTC+2) | Miloslav Danko 35' |       | 2', 86' Mirko Kokotović 82' Franjo Wölfl | Tehelné pole, Bratislava Toeschouwers: 20.000 Scheidsrechter: Emil Kroner (ROU) |

### 1944
|                                                   |                                                                                            |       |                           | |
| 9 april Vriendschappelijk № 19 «onderlinge duels» | Kroatië                                                                                    | 7 – 3 | Slowakije                 | Stadion Concordije na Tratinskoj cesti, Zagreb Toeschouwers: 8.000 Scheidsrechter: Johann Brandweiner (GER) |
| 9 april Vriendschappelijk № 19 «onderlinge duels» | Franjo Wölfl 13', 19', 81' Anton Lokošek 27' Zvonko Cimermančić 31' August Lešnik 37', 74' |       | 25', 47' (pen.) Ján Arpáš | Stadion Concordije na Tratinskoj cesti, Zagreb Toeschouwers: 8.000 Scheidsrechter: Johann Brandweiner (GER) |

### 1945
Geen interlands gespeeld.

### 1946
Geen interlands gespeeld.

### 1947
Geen interlands gespeeld.

### 1948
Geen interlands gespeeld.

### 1949
Geen interlands gespeeld.

### 1956
|                                                        |                                                                                   |       |           |                                                                                 |
| 12 september Vriendschappelijk № 20 «onderlinge duels» | Kroatië                                                                           | 5 – 2 | Indonesië | Maksimirstadion, Zagreb Toeschouwers: 12.000 Scheidsrechter: Ezio Damiani (YUG) |
| 12 september Vriendschappelijk № 20 «onderlinge duels» | Željko Matuš 9' Stane Krstulović 13' Sulejman Rebac 17', 54' Aleksandar Benko 43' |       | ?         | Maksimirstadion, Zagreb Toeschouwers: 12.000 Scheidsrechter: Ezio Damiani (YUG) |

Albanië · België · Bulgarije · Denemarken · Duitsland · Engeland · Estland · Finland · Frankrijk · Griekenland · Hongarije · Ierland · IJsland · Israël · Italië · Joegoslavië · Kroatië · Letland · Litouwen · Luxemburg · Nederland · Noord-Ierland · Noorwegen · Oostenrijk · Polen · Portugal · Roemenië · Schotland · Slowakije · Spanje · Tsjecho-Slowakije · Turkije · Wales · Zweden · Zwitserland
UEFA: Albanië · België · Bulgarije · Denemarken · West-Duitsland · Duitse Democratische Republiek · Engeland · Finland · Frankrijk · Griekenland · Hongarije · Ierland · IJsland · Italië · Joegoslavië · Kroatië · Luxemburg · Malta · Nederland · Noord-Ierland · Noorwegen · Oostenrijk · Polen · Portugal · Roemenië · Saarland · Schotland · Sovjet-Unie · Spanje · Tsjecho-Slowakije · Turkije · Wales · Zweden · Zwitserland

AFC: Israël
HNS · A-internationals · Selecties · Bondscoaches · Statistieken · Kroatisch vrouwenelftal · Olympisch elftal · Kroatië U21 · Kroatië U20 · Kroatië U19 · Kroatië U18 · Kroatië U17 · Kroatië U16
1940 – 1956 ·
1990 – 1999 ·
2000 – 2009 ·
2010 – 2019 ·
2020 − 2029
EK's: 1996 · 
2000 · 
2004 · 
2008 · 
2012 · 
2016 · 
2020 · 
2024
WK's: 1998 · 
2002 · 
2006 · 
2010 · 
2014 · 
2018 · 
2022
1940 · 
1941 · 
1942 · 
1943 · 
1944 · 
1945–1955 · 
1956 · 
1957–1989 · 
1990 · 
1991 · 
1992 · 
1993 · 
1994 · 
1995 · 
1996 · 
1997 · 
1998 · 
1999 · 
2000 · 
2001 · 
2002 · 
2003 · 
2004 · 
2005 · 
2006 · 
2007 · 
2008 · 
2009 · 
2010 · 
2011 · 
2012 · 
2013 ·  
2014 · 
2015 · 
2016 · 
2017 · 
2018 ·
2019 ·
2020 ·
2021 ·
2022 ·
2023
Albanië ·
Andorra ·
Argentinië ·
Armenië ·
Australië ·
Azerbeidzjan · 
België ·
Bosnië en Herzegovina ·
Brazilië ·
Bulgarije ·
Canada ·
Chili ·
China ·
Cyprus ·
Denemarken ·
Duitsland ·
Ecuador ·
Egypte ·
Engeland ·
Estland ·
Finland ·
Frankrijk ·
Georgië ·
Gibraltar ·
Griekenland ·
Hongarije ·
Hongkong ·
Ierland ·
IJsland ·
Indonesië ·
Iran ·
Israël ·
Italië ·
Jamaica ·
Japan ·
Joegoslavië ·
Jordanië ·
Kameroen · 
Kazachstan ·
Kosovo ·
Letland ·
Litouwen ·
Liechtenstein ·
Mali ·
Malta ·
Marokko · 
Mexico ·
Moldavië ·
Nederland ·
Nigeria ·
Noord-Ierland ·
Noord-Macedonië ·
Noorwegen ·
Oekraïne ·
Oostenrijk ·
Peru ·
Polen ·
Portugal ·
Qatar ·
Roemenië ·
Rusland ·
San Marino ·
Saoedi-Arabië ·
Schotland ·
Senegal · 
Servië · 
Slovenië ·
Slowakije ·
Spanje ·
Tsjechië ·
Tunesië ·
Turkije ·
Wales ·
Wit-Rusland ·
Zuid-Korea ·
Zweden ·
Zwitserland
Argentinië (2018) ·
Argentinië (2022) ·
Australië (2006) ·
België (2022) ·
Brazilië (2006) ·
Brazilië (2014) ·
Brazilië (2022) ·
Denemarken (2018) ·
Duitsland (2008) ·
Engeland (2018) ·
Engeland (2021) ·
Frankrijk (2018) ·
Ierland (2012) ·
IJsland (2018) ·
Italië (2012) ·
Japan (2006) ·
Kameroen (2014) ·
Marokko (2022, 1) ·
Marokko (2022, 2) ·
Mexico (2014) ·
Nigeria (2018) ·
Oostenrijk (2008) ·
Polen (2008) ·
Rusland (2018) ·
Schotland (2021) ·
Spanje (2012) ·
Spanje (2021) ·
Tsjechië (2016) ·
Tsjechië (2021) ·
Turkije (2008) ·
Turkije (2016)